# 台灣鮰
台灣鮰（学名：Liobagrus formosanus），亦作台湾䱀、南投䱀，俗名为紅噹仔、黃蜂，是輻鰭魚綱鯰形目鮰科的其中一種，舊分類作钝头䱀科䱀属的鱼类，是台灣的特有物种，本種數量稀少，屬保育類。分布于台灣本島。该物种的模式产地在台湾。Liobagrus nantoensis 視為Liobagrus formosanus的同義詞。
其种加词“formosanus”意为“台湾的”。

## 分布
本魚僅分布于台灣大甲溪至濁水溪(烏溪)流域中上游水流較大而高溶氧的清澈水域，是台灣的特有種。

## 特徵
本魚體延長，側扁。頭部前方頗為縱扁；眼後的頭背部呈兩葉半圓突起，中央具一凹溝。眼小，上側位，眼間隔寬大，頭部具觸鬚4對，鰓裂寬大。體側皆無麟片，體呈黃棕色或紅棕色，腹面為淺黃色，各魚鰭呈黃棕色至紅棕色，尾鰭後緣具有窄小的白色邊緣，體長可達7公分。
有毒，鳆鰭背鰭有戟刺。

## 生態
本魚棲息在溶氧量較高的溪流中，夜行性，屬肉食性，以水生昆蟲等為食。

## 經濟利用
非食用魚。